# Oleksij Kas'janov
Oleksij Serhijovyč Kas'janov (in ucraino Олексій Сергійович Касьянов?; 26 agosto 1985) è un multiplista ucraino.

## Palmarès
| Anno | Manifestazione   | Sede           | Evento         | Risultato | Prestazione | Note                                     |
| ---- | ---------------- | -------------- | -------------- | --------- | ----------- | ---------------------------------------- |
| 2007 | Europei under 23 | Debrecen       | Decathlon      | 4º        | 7964 p.     |                                          |
| 2007 | Universiadi      | Bangkok        | Decathlon      | 4º        | 7858 p.     |                                          |
| 2008 | Giochi olimpici  | Pechino        | Decathlon      | 7º        | 8238 p.     |                                          |
| 2009 | Europei indoor   | Torino         | Eptathlon      | Argento   | 6205 p.     |                                          |
| 2009 | Mondiali         | Berlino        | Decathlon      | Bronzo    | 8479 p.     | Miglior prestazione personale            |
| 2010 | Mondiali indoor  | Doha           | Eptathlon      | 6º        | 6019 p.     |                                          |
| 2010 | Europei          | Barcellona     | Decathlon      | dnf       | dnf         |                                          |
| 2011 | Mondiali         | Taegu          | Decathlon      | 12º       | 8132 p.     |                                          |
| 2012 | Mondiali indoor  | Istanbul       | Eptathlon      | Argento   | 6071 p.     |                                          |
| 2012 | Europei          | Helsinki       | Decathlon      | Argento   | 8321 p.     |                                          |
| 2012 | Giochi olimpici  | Londra         | Decathlon      | 7º        | 8283 p.     |                                          |
| 2013 | Europei indoor   | Göteborg       | 60 m hs        | Batteria  | dnf         |                                          |
| 2013 | Europei indoor   | Göteborg       | Salto in lungo | 19º (q)   | 7,55 m      |                                          |
| 2013 | Mondiali         | Mosca          | Decathlon      | dnf       | dnf         |                                          |
| 2014 | Mondiali indoor  | Sopot          | Eptathlon      | 5º        | 6176 p.     | Miglior prestazione personale stagionale |
| 2014 | Europei          | Zurigo         | Decathlon      | 8º        | 8231 p.     | Miglior prestazione personale stagionale |
| 2015 | Mondiali         | Pechino        | Decathlon      | 9º        | 8262 p.     | Miglior prestazione personale stagionale |
| 2016 | Mondiali indoor  | Portland       | Eptathlon      | Argento   | 6182 p.     | Miglior prestazione personale stagionale |
| 2016 | Europei          | Amsterdam      | Decathlon      | 4º        | 8072 p.     |                                          |
| 2016 | Giochi olimpici  | Rio de Janeiro | Decathlon      | dnf       | dnf         |                                          |
| 2017 | Mondiali         | Londra         | Decathlon      | 6º        | 8234 p.     |                                          |
| 2018 | Mondiali indoor  | Birmingham     | Eptathlon      | dnf       | dnf         |                                          |
| 2019 | Europei indoor   | Glasgow        | 60 m hs        | Batteria  | 7"98        |                                          |